# Haim Nahman Bialik
Haim Nahman Bialik (în ebraică חיים נחמן ביאליק, sau Chaim/Chajim Nachman Bialik în transliterare engleză, respectiv germană ș.a.; n. 6/18 ianuarie 1873, Ivnîțea, Q12113734⁠(d), gubernia Volînia⁠(d), Imperiul Rus – d. 4 iulie 1934, Viena, Statul Federal al Austriei) a fost un poet evreu care a scris în ebraică, și uneori în idiș. De asemenea eseist, prozator și publicist, Bialik s-a distins mai ales ca unul dintre cei mai influenți poeți de limbă ebraică, fiind considerat poetul național al Israelului.
S-a stabilit definitiv în Palestina în anul 1924.

## Familia si copilăria
Haim Nahman Bialik s-a născut în târgul Radî de lângă Jitomir, in Volînia, pe teritoriul permis de țari așezării evreilor în Ucraina, în vremea aceea parte a Imperiului Rus.
La vârsta de 6 ani s-a mutat în orașul vecin, Jitomir, unde tatăl său, Itzhak Yossef, la origine pădurar, a deschis o cârciumă.
Dar la scurtă vreme după mutare, tatăl a murit, iar copilul orfan a fost trimis în anul 1880 în casa bunicului său sever și bigot, rabi Yaakov Moshe Bialik, pe strada Moskovskaia nr.61. Trăirile băiatului din acei ani și-au găsit expresia în creații ulterioare ale sale - între care poeziile „Shirati” (Cântarea mea) și „Yatmut” (A fi orfan).

### Studiile
La vârsta de 17 ani Bialik a fost primit ca elev la renumita ieșiva Voloșin din Bielorusia și a rămas acolo vreme de aproape un an și jumătate. S-a înscris în această academie rabinică, în speranța să învețe acolo nu numai Talmudul, ci și discipline de cultură generală, după cum se spunea - „șapte învățături și șaptezeci de limbi” שבע חכמות ושבעים לשון, dar când a găsit că programa nu mai conținea decât Talmudul a rămas foarte dezamăgit. Totuși în primele luni de învățătură, a devenit un elev sârguincios și în această materie de studiu tradițională. În cele din urmă a aderat la cercurile de elevi „maskilim”, adică atrași de curentul de gândire luminat al Haskalei care promova o educație adaptată la necesitățile integrării în societatea modernă și o identitate evreiască nu strict religioasă.
O temă centrală a poeziilor lui Bialik este dihotomia religie-Iluminism. Autorul a scris și despre pogromul de la Chișinău (Al hașhita - Despre măcel), dragoste (Rak keren șemeș ahat - Numai o rază de soare) și poeme pentru tineret. Una dintre cele mai cunoscute poezii este Hachnisini tahat knaféh (Ia-mă sub aripa ta). Pentru unele poeme, au fost compuse melodii (clasice și rock).
Bialik a fost autor, redactor și cofondator al editurii Dvir. A tradus în ebraică Don Quijote de Miguel Cervantes (într-o versiune prescurtată), Wilhelm Tell de Friedrich Schiller etc.
A fost o personalitate foarte prețuită în comunitatea evreiască din Palestina aflată sub mandat britanic, unde s-a stabilit (la Tel Aviv) în anul 1924. A murit la 4 iulie 1934 după o operație de vezică urinară la Viena și a fost înhumat la Tel Aviv la 16 iulie 1934, la panteonul național - cimitirul Trumpeldor -, alături de alte personalități ale țării (Ahad Haam, Haim Arlosoroff ș.a).

## In memoriam
- Casa sa din Tel Aviv a devenit Muzeul Beit Bialik

## Opere
- Opere selectate (poezie și proză) (London, Hasefer, 1924; New York, New Palestine, 1926; Philadelphia, Jewish Publication Society, 1939; New York, Histadrut Ivrit of America, 1948; New York, Bloch, 1965; New York, Union of American Hebrew Congregations, 1972; Tel Aviv, Dvir și Jerusalem Post, 1981; Columbus, Alpha, 1987)
- The Short Friday (Tel Aviv, Hashaot, 1944)
- Knight of Onions and Knight of Garlic (New York, Jordan, 1939)
- Random Harvest - The Novellas of C. N. Bialik (Boulder, Colorado, Westview Press (Perseus Books), 1999)
- The Modern Hebrew Poem Itself (2003)

### Poezii pentru copii
- Shtey banot (Două fete) 1916

### Creații ale lui Bialik puse pe muzică
- cântece pentru copii:
  - Două fete - muzica: Nahum Nardi - în repertoriul lui Bracha Tzefira și al lui Yaffa Yarkoni